# Neyriz
Neyriz (del farsí: نی‌ریز ‘Neyrīz · Nīrīz’) es una ciudad y capital del condado homónimo en la provincia de Fārs. A 170 km al ESE de Shiraz.
Neyriz posee yacimientos de hierro y plomo.

## Demografía
| Gráfica de evolución de Neyriz entre 1986 y 2016 |
|                                                  |
| SCI                                              |